# Nowe Żochy
Nowe Żochy – wieś w Polsce położona w województwie podlaskim, w powiecie wysokomazowieckim, w gminie Nowe Piekuty.
W latach 1975–1998 miejscowość administracyjnie należała do województwa łomżyńskiego.
Wierni kościoła rzymskokatolickiego należą do parafii św. Kazimierza w Nowych Piekutach.

## Historia wsi
Wieś założona najprawdopodobniej w wieku XVII w pobliżu współczesnej wsi Stare Żochy.
W I Rzeczypospolitej Żochy należały do ziemi bielskiej.
W roku 1827 w miejscowości istniało 19 domów z 131 mieszkańcami.
Pod koniec XIX w. wieś drobnoszlachecka nad rzeczką Dzierżą w powiecie mazowieckim, gmina i parafia Piekuty.
Na przełomie XIX i XX wieku naliczono tu 21 gospodarzy szlacheckiego pochodzenia. Spis powszechny z 1921 informuje o 23 domach i 120 osobach (w tym 7 prawosławnych).
W 1922 roku powstała tutaj jednoklasowa szkoła powszechna licząca 38 dzieci. Istniała do 1930 roku. Jedyną znaną, przedwojenną nauczycielką jest Maria Dziewońska. Po wojnie w Nowych Żochach powstała czteroklasowa filia szkoły podstawowej. Uchwałą Nr 26/VII/99 Rady Gminy Nowe Piekuty z dnia 30 marca 1999 roku została zlikwidowana.
Współcześnie (rok 2006) miejscowość liczy 15 domów i 89 mieszkańców.